# Southampton (New York)
Southampton, oficiálně Town of Southampton, je město v okrese Suffolk County ve státě New York ve Spojených státech amerických. Leží částečně na jižní části vidlice (South Fork) ostrova Long Island a zabírá část pobřeží, známého jako The Hamptons.
V roce 2010 zde žilo 56 790 obyvatel. S celkovou rozlohou 765,6 km² byla hustota zalidnění 74 obyvatel na km².